# نظریه انتخاب
تئوری انتخاب در یک تعریف خیلی ساده، در مورد انتخاب‌ها و چگونگی و چرایی انجام آن‌هاست. تئوری انتخاب درست است که ما به عنوان یک انسان برای به دست اوردن آنچه می‌خواهیم، چگونه رفتارمان را انتخاب می‌کنیم. بر اساس این تئوری تمامی آنچه ما انجام می‌دهیم یک رفتار است و از درون ما برانگیخته می‌شود. این برخلاف نظر صاحب نظرانی است که می‌گویند ما در دنیایی از کنترل بیرونی به سر می‌بریم و توسط عوامل بیرونی برانگیخته می‌شویم.

## ماشین رفتار
یکی دیگر از مباحثی که ویلیام گلاسر مطرح کرد ماشین رفتار در انسان‌ها است. او رفتار ما را به ماشینی تشبیه کرد که شامل چهار چرخ احساس، فیزیولوژی، عمل و تفکر است. دو چرخ جلو از عمل و فکر تشکیل شده‌اند که در راستای یکدیگر قرار دارند و چرخ‌های عقب نیز شامل احساس و فیزیولوژی است که تابع مسیر حرکت فکر و عمل هستند.

## چهار مفهوم بنیادین
چهار مفهوم بنیادین در تئوری انتخاب عبارتند از:
- نیازها
- خواسته‌ها
- دنیای ادراکی
- رفتار

در یک نگاه کلی تئوری انتخاب بر این دیدگاه استوار است که رفتارهای هر انسان، انتخاب‌های او برای ارضای نیازهایش است.
این رفتارهای هدفمند بیش‌تر از انگیزه‌های درونی ریشه می‌گیرند تا عوامل و محرک‌های بیرونی. این دیدگاه در بردارنده این مضمون است که رفتار ما در هر زمان بهترین تلاش ما برای کنترل دنیای پیرامونمان و نیز خودمان به عنوان بخشی از این دنیا است، بنابراین ما باید همواره به گونه‌ای رفتار و انتخاب کنیم که به بهترین نحو نیازهایمان را برآورده کنیم.
طبق این دیدگاه رفتار هر شخص در هر مقطع زمانی بهترین تلاش وی برای ارضای نیازهایش است. اگرچه شاید این تلاش در واقع مؤثر و مفید نباشد، ولی در عین حال بهترین تلاش او است و به همین دلیل روش‌های واقعیت‌درمانی سعی دارد مراجعان را یاری نماید تا از این جنبه که آیا رفتاری که اکنون انتخاب کرده‌اند نیازهایشان را برآورده می‌کند یا خیر و نیز این‌که آیا به خواسته‌هایشان رسیده‌اند یا نه رفتارهای خود را ارزیابی  کنند.

## پنج نیاز اساسی
پنج نیاز اساسی انسان بر اساس تئوری انتخاب:
- نیاز به بقا
- نیاز به عشق و احساس تعلق و معنویت
- نیاز به قدرت (موفقیت، ارزشمندی شخصی، شهرت)
- نیاز به آزادی و خودمختاری
- نیاز به تفریح

1. نیاز به بقا: تمام نیازهای جسمانی ضروری مانند نیاز به غذا، آب، هوا و سرپناه و پوشاک را شامل می‌شود. نیاز به تأمین امنیت برای ادامه زندگی نیز از زیر مجموعه‌های این نیاز محسوب می‌شود.
2. نیاز به عشق و احساس تعلق: نیاز به احساس تعلق و پیوند عاطفی داشتن با دیگر افراد، نیازی است که در همه انسان‌ها وجود دارد، گلاسر در مفهوم سلامت روانی فرد به اهمیت روابط متقابل بین افراد تأکید دارد. به اعتقاد گلاسر، نیاز به تعامل با دیگران و داشتن رابطه صمیمانه یکی از نیازهایی است که باعث صدور رفتار در ما می‌شود. در مشاوره برای آموزش مفهوم نیاز به احساس تعلق سه حالت اصلی می‌توانیم در نظر بگیریم: احساس تعلق اجتماعی، احساس تعلق شغلی و احساس تعلق خانوادگی. این تقسیم‌بندی این سؤال را در ذهن تداعی می⁫کند که: «چگونه یک مراجعه کننده نیازش به احساس تعلق و پیوند با دوستانش را در مدرسه یا محیط کار یا با خانواده و اجتماع برآورده می‌کند؟» ضروری است که مربیان و مشاوران مد‌نظر داشته باشند که چگونه می‌توانند زمینه‌های احساس تعلق را برای مراجع تسهیل کنند و او را یاری کنند تا با افراد مهم زندگی‌اش رابطه معنادار و رضایت‌بخش برقرار نماید. به اعتقاد گلاسر، نداشتن رابطه و پیوند عاطفی، یا وجود روابط ناخشنود یا رابطه‌ای که در آن رضایتی وجود ندارد، ریشه اصلی تمام مشکلات پایدار روان‌شناختی در افراد است.
3. نیاز به قدرت: (موفقیت، ارزشمندی شخصی، شهرت): یعنی نیاز به کسب قدرت، ثروت، تأثیرگذاری و موفقیت و نیز نیاز به توانایی انجام کارهاست. این نیاز همچنین حس موفقیت، پیشرفت، افتخار، اهمیت و خودارزشمندی و خودشکوفایی را نیز شامل می‌شود. نیاز به قدرت اغلب به صورت رقابت با افرادی که دور و بر ما هستند خود را نشان می‌دهد. همچنین توانایی انجام موفقیت‌آمیز برخی فعالیت‌ها، مثل شنا کردن یا پیاده‌روی نیز از زیر مجموعه‌های این نیاز محسوب می‌شود. به رغم این‌که در آن‌ها رقابتی وجود ندارد، می‌تواند تابلویی از موفقیت و اعتماد به نفس در ذهن فرد تصویر کند. به عنوان یک فرد نیاز ما به قدرت گاهی می‌تواند در تعارض مستقیم با نیاز ما به تعلق و صمیمیت قرار بگیرد. انسان‌ها به خاطر عشق و صمیمیت ازدواج می‌کنند اما همان‌طور که رابطه پیش می‌رود، منازعه بر سر قدرت برای به دست گرفتن کنترل رابطه نیز ممکن است بیشتر شود. گلاسر بیان می‌کند که عشق ناکافی لزوماً آن چیزی نیست که یک رابطه را خراب می‌کند بلکه آنچه باعث از بین رفتن یک رابطه می‌شود منازعه و رقابت بر قدرت است، که خود را به شکل کنترلگری در رابطه زناشویی نشان می‌دهد. کشمکش برای به دست آوردن قدرت از سوی طرفین، عشق را از کار می‌اندازد و رابطه مشترک با شکست مواجه می‌شود. ناکامی در به دست آوردن احساس خودارزشمندی ریشه بسیاری از مشکلات بوده و این مسئله در رابطه با سال‌های اولیه زندگی که پایه و اساس خودارزشمندی شکل می‌گیرد، جایگاه ویژه‌ای دارد و اهمیت آن هم برای معلمان و هم برای والدین روشن است.
4. نیاز به آزادی و خودمختاری: آزادی نیازی است که انتخاب را برای انسان میسر می‌کند. مثل انتقال یا مهاجرت از جایی به جای دیگر برای ابراز آزادانه خویشتن، یا احساس خودمختاری درونی و باطنی. حتی در شرایطی که عوامل بازدارنده و سخت محیطی اعمال می‌شود، انسان‌ها می‌توانند همچنان آزادی درونی خود را حفظ کنند، به این معنا که آن‌ها می‌توانند انتخاب کنند که چگونه به شرایطی که در حال تجربه آن هستند پاسخ بدهند. عدم توانایی کنترل تکانه‌ها و نیز برخی از محرک‌های بیرونی (مثل داروها) می‌توانند نیاز به آزادی را محدود کنند. آنچه ما به عنوان آزادی می‌خواهیم این است که از روی اختیار زندگیمان را بکنیم و خودمان را به‌طور آزادانه ابراز کنیم، و از کنترل و فشارهای غیرضروری و بیرونی رها باشیم.
5. نیاز به تفریح: ما تنها موجوداتی هستیم که می‌خندند و احتمالاً تنها موجوداتی که آگاهانه به دنبال لذت و تفریح هستند. در مسافرت و سرگرمی‌های مختلف احتمالاً هزینه‌ای که صرف لذت و تفریح می‌شود بیش از هزینه‌ای است که صرف سایر نیازهای ما می‌شود. اما نیاز به لذت و تفریح چیزی بیش از استراحت یا خوش گذرانی است. لذت و تفریح یک نیاز اساسی است. تفریح نوعی پاداش ژنتیکی است که در ازای یادگرفتن و آموختن دریافت می‌کنیم. ما به سفر می‌رویم تا بیش از هر چیز به یادگیری بپردازیم. زمانی که به دنیا می‌آییم کمتر از حیوانات سطح بالا چیز می‌دانیم و بیش از همه آن‌ها مجبوریم یاد بگیریم که چگونه نیازهای خود را برآورده کنیم. علم تکامل که جای زیادی را برای شانس و تصادف باقی نمی‌گذارد، لذت و تفریح را به عنوان انگیزه‌ای برای یادگیری در نظر می‌گیرد.

آنچه بیش ازهمه لذت بخش است این است که ما چیزی را یاد بگیریم که بتواند به خوبی نیازهای ما را برآورده کند. تفریح یک نیاز اساسی در زندگی ماست که خود را در بسیاری از اقدامات ما نشان می‌دهد. افراد بسیار زیادی سالانه برای سفرهای تفریحی و سرگرمی‌های فردی و جمعی پول‌های هنگفتی می‌پردازند. دلیل عمده این که بسیاری از روابط طولانی‌ مدت، خیلی خشک و بی‌روح می‌شود، این است که تفریح، به عنوان نیاز برای یکی از طرفین به اندازه طرف مقابل درک نشده یا نادیده گرفته می‌شود.
اهمیت این موضوع که در یک رابطه ممکن است بین نیازها تعارض و کشمکش وجود داشته باشد، همواره مورد توجه است. ممکن است در یک رابطه کشمکش بین نیاز به بقا و نیاز به پیوند و تعلق باشد یا بین نیاز به تعلق و نیاز به قدرت، بین نیاز به تعلق و نیاز به آزادی، یا بین نیاز به تعلق و نیاز به تفریح باشد. وقتی چنین کشمکش‌هایی روی می‌دهد، بر نیاز به مذاکره و سازش برای ارضا نیازها تأکید می‌شود و نکته در این‌جاست که بدون گفتگو و سازش هیچ نتیجه و راه حل مؤثری وجود نخواهد داشت.
از آن‌جا که این نیازها در تمام انسان‌ها دیده می‌شوند، گلاسر آن‌ها را «برنامه‌ریزی ژنتیکی» می‌نامد. گلاسر معتقد است ما با این دستورالعمل‌های ژنتیکی به دنیا می‌آییم و تمام انسان‌ها از صبح تا شام برای ارضا آن‌ها تلاش می‌کنند. در عین حال این نیازها در هر انسانی به شیوه‌ای خاص برآورده می‌شوند که ما به آن‌ها «خواسته» می‌گوییم. خواسته‌ها مجرایی هستند که ما نیازهایمان را به واسطه آن‌ها می‌شناسیم. هر انسانی به‌دنبال یکسری خواسته‌های مختص خود است. هر فرد همین‌طور که رشد می‌کند و بزرگ می‌شود در تعاملش با خانواده و فرهنگ، برای برآورده کردن نیازهایش، خواسته‌های منحصر به خود را پرورش می‌دهد.

## ده اصل مهم تئوری انتخاب
ویلیام گلاسر، ده اصل مهم تئوری انتخاب را چنین عنوان می‌نماید، و معتقد است با رعایت این اصول می‌توان در ابتدا آزادی و اختیار شخصی را تعریف و سپس بازتعریف نمود.
- اصل اول: ما مالک هیچ‌کس نیستیم و نمی‌توانیم رفتارهای دیگران را کنترل کنیم. ما فقط می‌توانیم رفتارهای خودمان را کنترل کنیم.
- اصل دوم: تمام آنچه می‌توانیم از دیگران دریافت کنیم و به دیگران بدهیم اطلاعات است. این که با اطلاعات چگونه برخورد کنیم انتخاب خود ما یا دیگران است.
- اصل سوم: تمام مشکلات روان شناختی طولانی مدت، از مشکلات رابطه‌ای سرچشمه می‌گیرند. مشکلات رابطه‌ای تا حدودی علت مشکلات دیگری چون درد، خستگی، ضعف و برخی بیماری‌های مزمن، که معمولاً به آن‌ها بیماری‌های سیستم ایمنی گفته می‌شود، نیز هستند.
- اصل چهارم: مشکلات عاطفی، بخشی از زندگی حال حاضر ما هستند.
- اصل پنچم: وقایع دردناکی که در گذشته بر ما رفته‌است، اگرچه بر آنچه امروز هستیم تأثیری شگرف داشته، ولی بازنگری و مرور این گذشته دردناک، بر آنچه امروز لازم است انجام دهیم، یعنی بهبود بخشیدن به رابطه مهم کنونیمان، اثر ناچیزی دارد و کمکی به ما نمی‌کند.
- اصل ششم: ما در ذهن خود تصویری ذهنی از دنیای بیرون داریم که می‌توان آن را دنیای کیفی نامید و ارضای نیازها یعنی واقعیت بخشیدن به این دنیای کیفی.
- اصل هفتم: می‌توانیم نیازهایمان را فقط از طریق تصویر یا تصاویری که در دنیای مطلوب خود داریم ارضا کنیم. در حقیقت تنها چیزی که وجود دارد رفتار ما است.
- اصل هشتم: تمام آنچه از تولد تا مرگ از ما سر می‌زند رفتار است. تمام رفتارهای ما یک رفتار کلی است که از چهار مؤلفه به هم پیوسته عمل، فکر، احساس و فیزیولوژی تشکیل شده‌است.
- اصل نهم: رفتارها انتخاب می‌شوند اما از میان چهار المان عمل، فکر، احساس و فیزیولوژی، ما فقط بر روی عمل و فکر کنترل داریم. برای مثال به جای استفاده از عبارت من افسرده هستم یا من افسرده شده‌ام، درست آن است که بگوییم: من افسردگی را انتخاب کرده‌ام یا من افسردگی می‌کنم.
- اصل دهم: تمام رفتارهای کلی، انتخاب هستند اما ما فقط بر مؤلفه‌های عمل و فکر به‌طور مستقیم و بر مؤلفه‌های احساس و فیزیولوژی به‌طور غیرمستقیم کنترل داریم، یعنی با انتخاب شیوه عمل و فکرمان و به واسطه آن‌ها احساسات و فیزیولوژی خود را نیز می‌توانیم کنترل کنیم.

در حیطه‌های مختلفی از جمله مطلوبیت اجتماعی نظریه‌ای به عنوان خودتنظیمی اجتماعی را برای اولین بار مشیریان فراحی و همکارانش (۱۳۹۳) منتشر کردند، خودتنظیمی اجتماعی به عنوان تنظیم کردن چگونگی ایجاد رابطه با اشخاص متعدد در جامعه و باتوجه به اینکه ما مسئول انتخاب خود هستیم و باید به نیازهای خود و دیگران توجه داشته باشیم، تعریف می‌شود همچنین مشیریان فراحی (۱۳۹۳) در مورد اخلاق باتوجه به تئوری انتخاب گلاسر بحث می‌کند، اخلاق یعنی ارضای نیاز خود بدون آن که به خود ضرری برسد و جلوی ارضای نیاز دیگری را نگیرد. پس تربیت اخلاقی یعنی استفاده از روش‌هایی که به فراگیر مسئولیت پذیری و نیازهای ۵ گانه گلاسر آموخته شود و برای وی نهادینه شود بر اساس روش‌های تدریسی که در این راستا طراحی شده باشد، همان‌طور که گلاسر می‌گوید باید در یادگیری به روابط توجه کرد یعنی رابطه معلم و شاگرد (گلاسر، ترجمه صاحبی، ۱۳۹۱)، یعنی در تدریسی که قرار است انجام شود باید یک رابطه درست شکل گرفته باشد تا کودک مفاهیم مورد نظر را به خوبی یاد بگیرد. کودکی که نیازهای خود را می‌شناسد و وقتی که می‌داند من انتخابگر هستم و من مسئول انتخابم هستم، دست به انتخابی می‌زند که هدف آن ارضای یکی از نیازها می‌باشد و به ارضای نیاز شخصی دیگر آسیب نمی‌رساند

## نقدها بر تئوری انتخاب گلاسر
نظریه‌ها و آموزه‌های گلاسر، بدون انتقاد همراه نبوده‌است. کلی جکسون در این باره می‌نویسد: دکتر گلاسر فرض می‌کند که هر چیزی که در راهنمای تشخیصی و آماری اختلال‌های روانی وجود دارد، نتیجه‌ای از کارکرد مغز افراد است که به‌طور خلاقانه ناراحتی خود را بروز می‌دهد. دکتر گلاسر، کل حرفه را نفرین می‌کند گویی که متخصصان آن، آدم‌های حقه بازی هستند که توسط پیشینیان شست و شوی مغزی شده‌اند و یا مشکلات روانپزشکی بیماران را به پایه‌های بیولوژیکی پیوند می‌دهند.